# Jaap Wagemaker

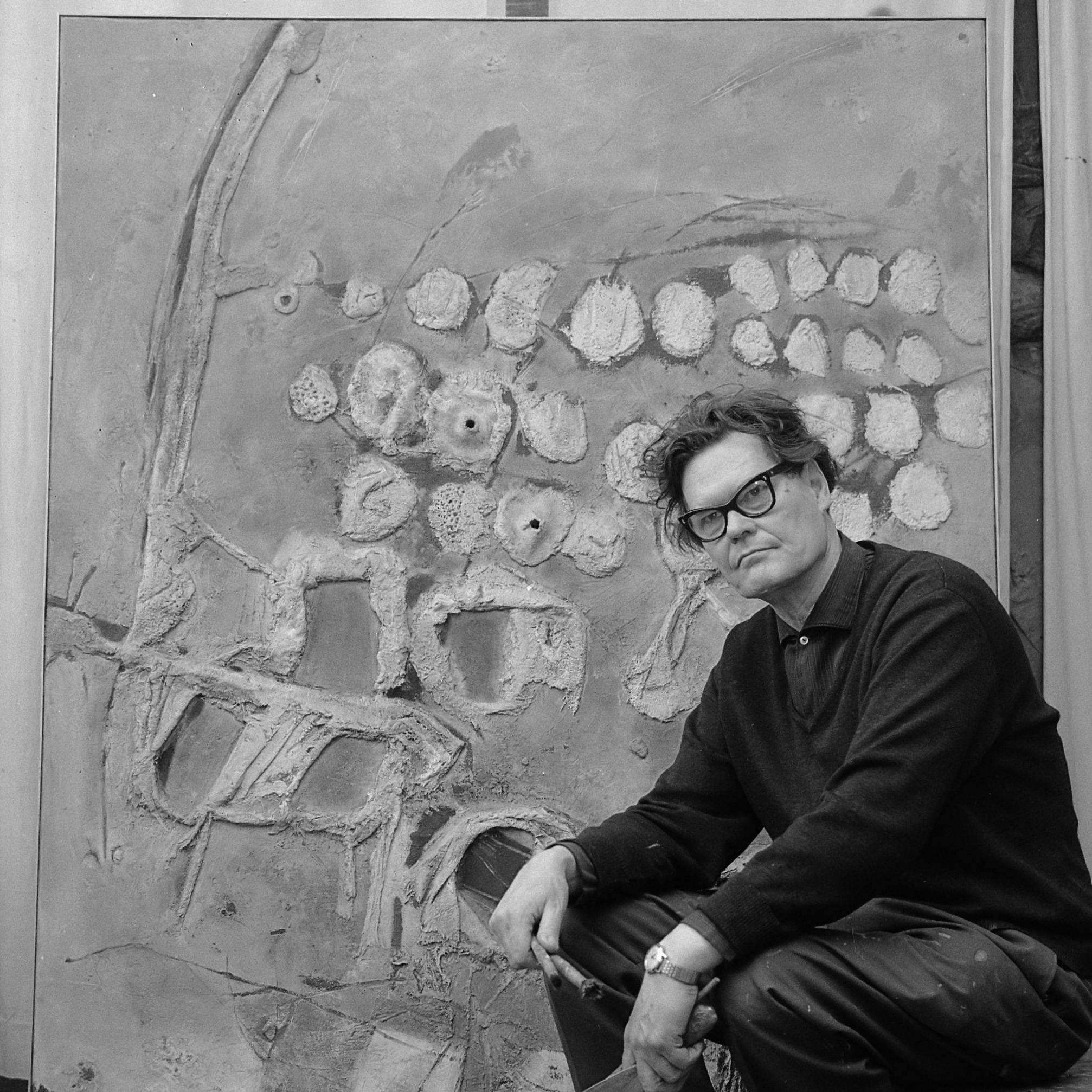
Jaap Wagemaker (1965)

Jaap Wagemaker (Haarlem, 6 januari 1906 – 28 januari 1972) was een Nederlandse kunstschilder en een van de eerste materieschilders in Nederland.

## Jeugd en opleiding
Jaap Wagemaker werd  als zoon van een zadelmaker/stoffeerder geboren in het centrum van Haarlem. Door een gebrek aan zijn linkerheup werd hij al jong mank. Hierdoor bleef hij veel thuis van school en tekende dan veel. Op zijn 14e ging hij naar de School voor Bouwkunde, Versierende Kunsten en Kunstambachten te Haarlem en volgde daar de richting Decoratieve Kunsten. Hier werd de grondslag gelegd voor zijn latere gedegen kennis van allerlei materialen. Hij kreeg er lessen van de beeldhouwer Jan Bronner. Bovendien werd door de toenmalige directeur lesgegeven in filosofie, oosters godsdiensten en in kunstgeschiedenis. Later zou Jaap Wagemaker een uitgebreide belangstelling ontwikkelen voor de rites en de symbolen van etnische volkeren. 
Hoewel hij tijdens zijn opleiding uitblonk in tekenen, wilde hij zich liever toeleggen op het schilderen. Dit werd echter niet in Haarlem gegeven. Aangezien hij voor de Rijkakademie te Amsterdam geen beurs kreeg bleef hij hierin een autodidact. De jaren na zijn opleiding voorzag hij in zijn levensonderhoud met het decoreren van onder andere lampen; daarnaast kreeg hij soms een werklozenuitkering.

## Werk

### Het vroege werk
Wagemaker schilderde aanvankelijk de zichtbare wereld, weliswaar in een expressionistische stijl, waarin de invloed van de Belgische expressionist Constant Permeke duidelijk aanwijsbaar was, later was het de meer poëtische Herman Kruyder die invloed op zijn werk kreeg.
Rond 1930 heeft Wagemaker een tijdje in Parijs geleefd en gewerkt samen met de schilder Piet van Egmond. In die tijd begon hij daar op de rommelmarkten etnografica te verzamelen.
Tijdens de oorlogsjaren 1940 –1945 weigerde hij lid te worden van de door de Duitsers ingestelde Kultuurkamer en kon die jaren zodoende geen materiaal aanschaffen en niet exposeren. Hij trouwde en verhuisde naar Bilthoven.

### De Parijse jaren na 1945
Na de oorlog verhuisde Wagemaker naar Amsterdam en kreeg aldaar een atelier in het complex aan de Zomerdijkstraat.
Qua stijl onderging hij zoals zoveel andere kunstenaars in die jaren de invloed van Picasso. Vervolgens werd hij wel geboeid door Cobra via Anton Rooskens en Corneille, maar ontdekte al doende dat daar niet zijn wijze van uitdrukken te vinden was. Bovendien vond hij zichzelf te oud om zich bij Cobra aan te sluiten.
Na een echtscheiding en een tweede huwelijk trok hij in 1952 met zijn vrouw Didi van der Meer naar Parijs. Hier raakte hij in de ban van het werk van Jean Dubuffet, Fautrier, Wols en de andere materieschilders. Ook het werk van de Italiaan Alberto Burri die zijn kunstwerken vaak uit jute en gips opbouwde en de Spaanse schilder Antoni Tàpies met zijn 'muur'schilderijen hadden grote invloed op Wagemaker en bleven lange tijd voor hem een inspiratiebron.
Terug in Nederland bestond er nog niet de interesse voor deze materiekunst, waar Wagemaker met zijn werk al werkende een onderdeel van was gaan uitmaken. In 1958 keerde hij terug naar Parijs en werkte een tijdje in het atelier van Kees van Bohemen in de Rue Santeuil, waar ook enkele kunstenaars van de Cobra werkten. Hier leerde hij de Vlaamse materieschilder Bram Bogart kennen.

### Het latere werk
Vanaf 1960 begon definitief de typerende materiekunst van Wagemaker te ontstaan: abstracte assemblages, waarvan het reliëf in grote stevige vormen met allerlei onderdelen, pijpen en schotels en ander materiaal werd opgebouwd. In deze robuuste materieschilderijen werden zo gevonden stalen onderdelen, jute lappen, gips, leisteen, stukken hout, maar ook schelpen tot een zeer hechte en samenhangende compositie samengesteld. De kleurstellingen van zijn assemblages zijn vaak de aardkleuren, met hier en daar een uitzondering. Een aantal van deze werken doen sterk denken aan uitzichten vanuit het vliegtuig gezien, op dorpen en gehuchten in Afrika of Azië. De constructie van zijn assemblages is zeer solide gemaakt en vergaand afgewerkt, dit in tegenstelling tot de praktijk die andere materiekunstenaars, met name uit Frankrijk, er op nahielden.

## Erkenning
Het werk van Wagemaker sprak het toenmalige Franse publiek van 1950 niet erg aan. Wel kreeg hij succes in Duitsland na een tip van Anton Rooskens; zijn werk sloeg daar wel aan en werd er gekocht. Ook maakte hij hierdoor kennis met de Duitse materieschilders uit die jaren, Wim Schuhmacher en Dahmen.
Vanaf 1955 groeide de erkenning voor zijn werk in Nederland. Hij exposeerde regelmatig in het Stedelijk Museum in Amsterdam, zoals met solo-exposities in 1957 en in 1967, en in het Haagse Gemeentemuseum in 1965. Zijn werk werd onder andere door Willem Sandberg in Amerika naar voren gebracht en in 1962 nam hij deel aan de Nederlandse kunstinzending voor de Biënnale in Venetië. In 1966 ontving hij de gouden medaille van de Biënnale van Florence.

## Reizen
Wagemaker maakte later veel reizen naar onder andere de Dogon in Afrika in 1963, Joegoslavië, Griekenland, Turkije in 1967, Egypte, Israël, Marokko, Rusland in 1968 en Mexico. Deze reizen boden hem veel inspiratie voor zijn werk; de titels van zijn werken verwijzen daar ook naar.

## Vrienden en collega’s
Wagemaker had intensief contact met onder anderen Wim de Haan, Anton Rooskens, Joop Moesman en Wim Strijbos in de jaren rond 1950. Hij had later ook contact met Theo Bennes en Gerard Verdijk.
- Bibliothèque nationale de France: cb13511969b (data)
- Biografisch Portaal: 55693539
- Digitale Bibliotheek voor de Nederlandse Letteren: wage029
- Gemeinsame Normdatei: 118770578
- International Standard Name Identifier: 0000 0000 8283 5685
- Library of Congress Control Number: n50021334
- Nationale Bibliotheek van Israël: 987007506284605171
- Nederlandse Thesaurus van Auteursnamen: 071427104
- RKD-Nederlands Instituut voor Kunstgeschiedenis: 82388
- Système universitaire de documentation: 050386883
- Union List of Artist Names: 500008111
- Virtual International Authority File: 95730515
- WorldCat: E39PBJqBmjMmCJJyp7BW3jRMyd